# Гвоздева, Наталья Андреевна
Наталья Андреевна Гвоздева (до 2021 — Непомнящих; р. 16 августа 1987, Красноярск) — российская волейболистка, связующая. Мастер спорта России.

## Биография
Наталья Непомнящих начала заниматься волейболом в Красноярске. 1-й тренер — З. Н. Русакова. С 2004 была принята в местную команду «Строитель», за которую играла на протяжении трёх сезонов. В 2007—2010 — игрок омского «Спартака». В 2007—2009 выступала за его фарм-команду «Омичка», а с 2009 — за основной состав в суперлиге. В 2010—2013 — вновь игрок красноярской команды. В 2013 заключила контракт с «Ленинградкой». В 2018—2019 выступала за «Заречье-Одинцово», а в 2019—2021 — вновь за «Ленинградку».  

### Клубная карьера
- 2004—2005 —  «Строитель»-2 (Красноярск);
- 2005—2007 —  «Строитель» (Красноярск);
- 2007—2009 —  «Омичка» (Омск);
- 2007—2010 —  «Спартак» (Омск);
- 2010—2013 —  «Юность»/«Енисей» (Красноярск);
- 2013—2018 —  «Ленинградка» (Санкт-Петербург);
- 2018—2019 —  «Заречье-Одинцово» (Московская область);
- 2019—2021 —  «Ленинградка» (Санкт-Петербург);
- 2024 —  «Заречье-Одинцово» (Московская область);
- с 2024 —  «Муром» (Владимирская область).

## Достижения
- серебряный призёр чемпионата России среди команд высшей лиги «А» 2014.
- двукратный победитель розыгрышей Кубка Сибири и дальнего Востока — 2005, 2012.